# Dinotrema signifrons
Dinotrema signifrons är en stekelart som beskrevs av Henry Lorenz Viereck 1906. Dinotrema signifrons ingår i släktet Dinotrema och familjen bracksteklar. Inga underarter finns listade i Catalogue of Life.